# Зайцев, Владимир Александрович
Влади́мир Алекса́ндрович За́йцев (13 июля 1899, Курск — 23 октября 1955, Куйбышев) — советский военачальник, генерал-лейтенант (1945).

## Биография
В РККА с 1918 года. В годы Гражданской войны В. А. Зайцев воевал на Кавказском фронте, помощник начальника пулемётной команды. В 1920 году окончил 1-е Московские пулемётные курсы.
В межвоенный период В. А. Зайцев — командир стрелкового взвода, роты, батальона. В 1924 году окончил Стрелково-тактические курсы усовершенствования комсостава РККА «Выстрел» имени Коминтерна. Затем служил начальником штаба 243-го стрелкового полка 81-й стрелковой дивизии Московского военного округа. С 18 января 1932 года — командир 281-го стрелкового полка 94-й стрелковой дивизии Сибирского военного округа. С 1936 — начальник штаба 21-й Пермской стрелковой дивизии ОКДВА. С 21 сентября 1937 года — командир 69-й стрелковой дивизии ОКДВА (дислоцирована в с. Черемховское Амурской области).
6 июня 1938 года был арестован органами НКВД СССР и содержался под следствием до 8 декабря 1939 года. Ввиду недоказанности вины освобождён. С 4 марта 1941 года — командир 18-го стрелкового корпуса Дальневосточного фронта.
С начала Великой Отечественной войны генерал-майор В. А. Зайцев в той же должности. С 19 июля 1941 года и до конца войны — командующий 35-й армией того же фронта, сформированной на базе 18-го стрелкового корпуса. В ходе войны она выполняла задачу по обороне государственной границы СССР в Приморье. В этот период В. А. Зайцев постоянно проявлял высокую ответственность за боевую готовность подчинённых ему войск армии и воспитание личного состава в духе высокой воинской дисциплины; следил за проведением оперативно-боевой и политической подготовки войск и штабов. Под его руководством осуществлялись плановые работы по оборудованию театра военных действий. Основными функциями командования армией являлись организация учебных занятий максимально приближенных к условиям боя, в соответствии с поставленными командованием задачами. С 1 мая 1945 года армия входила в Приморскую группу войск, преобразованную 5 августа в 1-й Дальневосточный фронт.
В июне 1945 года, при подготовке к боевым действиям против японской Квантунской армии, на должность командующего армией был назначен имеющий большой боевой опыт генерал Н. Д. Захватаев, а В. А. Зайцев стал его заместителем.
В. А. Зайцев участвовал в советско-японской войне заместителем командующего 35-й армией, которая успешно действовала в Харбино-Гиринской наступательной операции. С началом боевых действий (с 9 августа до 2 сентября) её войска при содействии кораблей Амурской военной флотилии форсировали реки Уссури и Сунгача и, окружив гарнизоны долговременных огневых сооружений Хутоуского укреплённого района, освободили город Хулинь, а затем содействовали овладению городами Мишань и Дунань. В дальнейшем армия преодолела хребет Кэнтей-Алин и захватила город Боли, блокировав в районе Муданьцзян японские части в беспорядке отступавшие на юг. В последующем В. А. Зайцев участвовал в разоружении капитулировавших японских войск. «За период боевых действий генерал-лейтенант В. А. Зайцев проявил себя мужественным и решительным командиром», — подчёркивалось в наградном листе. За умелую организацию и точное выполнение поставленных боевых задач, за личную отвагу, мужество и героизм В. А. Зайцев был награждён орденом Красного Знамени.
После войны В. А. Зайцев — помощник командующего 39-й армии Приморского военного округа. В 1947 году окончил Высшие академические курсы при Высшей военной академии имени К. Е. Ворошилова. С 1952 года — помощник командующего войсками Приволжского военного округа. 
Скончался 23 октября 1955 года в городе Куйбышев. Похоронен на Городском кладбище.

## Воинские звания
- Полковник (24.12.1935)
- Комбриг (21.12.1937)
- Генерал-майор (04.06.1940)
- Генерал-лейтенант (09.09.1945)

## Награды
- Орден Ленина (21.02.1945[3])
- Три ордена Красного Знамени (03.11.1944[3], 08.09.1945, 20.06.1949[3])
- Орден Красной Звезды (22.02.1938)[4]
- Медали СССР